# Majic Ship
Majic Ship war eine US-amerikanische Band, die Ende der 1960er Jahre ihren kurzen Zenit erreichte.

## Geschichte
Die aus der Garagenband-Formation The New Primitives hervorgegangenen Majic Ship bestand aus den Studenten Philip Polimeni (Gitarre), Tommy Nikosey (Gitarre), Rob Buckman (Schlagzeug), Gus Riozzi (Bass, Orgel) und Mike Garrigan (Gesang). Der ehemalige Sänger und damalige Musikmanager Johnny Mann sah einen Liveauftritt der Band und verschaffte ihr einen Plattenvertrag. Zwei Singles (Night Time Music und Hummin' ) wurden lokale Erfolge in der Region um New York City und brachten gelegentliche landesweite Beachtung. 1969 wurde die nach der Band benannte LP aufgenommen, deren zehn Stücke Elemente des Hard Rock, Pop und Psychedelic Rock miteinander verbanden und in ihrer Gesamtheit an die New Yorker Kollegen von Vanilla Fudge erinnerten. 1971 wurden Pläne für eine weitere LP wie das gesamte Bestehen der Band durch einen Brand im angemieteten Proberaum in Staten Island zunichtegemacht, der den gesamten Besitz der unversicherten Musiker vernichtete. Nur Gitarrist Nikosey blieb dem Musikgeschäft erhalten.
1997 erschien eine Gesamtausgabe aller 21 von der Gruppe aufgenommenen Titel.

## Diskografie
- 1969: Majic Ship (LP; Bel-Ami BA-711)